# Frontino (Antioquia)
Frontino é uma cidade e município no noroeste da  Colômbia, no departamento de Antioquia. Está a 84 quilômetros de Medellín, a capital do departamento, e apresenta uma superfície de 1.263 quilômetros quadrados.
A cidade tinha 20 mil habitantes no ano de 2018, sendo uma cidade relativamente pequena para ospadrões colombianos.

## Localização
A cidade está localizada na região andina da Colômbia, a mais populosa e rica delas. Fica a 84 km de Medellín, 321 km de Bogotá, 370 km de Cali e a 490 km de Barranquilla. A cidade está na subregião ocidental do departamento da Antióquia.